# فلاک رشید روی
فلاک رشید روی کار خود را با فیلم خوایشین - آرزوهای گمشدگان به عنوان نقش اول آغاز کرد. در سال ۲۰۱۹ نقش مهمی را در فیلم دختری چون فرشته بازی کرد.

## فیلم‌شناسی
- خوایشین - آرزوهای گمشدگان
- پارینتا
- مایاکوماری
- دو قتل همزمان در نیربندامر (Nirbandhamer Jora Khun) '[۹]
- صنوبر
- دفتر خاطرات عزیز[۱۰]